# Ramón Argüelles Alonso
Ramón Argüelles y Alonso (Llanes, 1832-Guane, 1900) fue un industrial y banquero asturiano, primer marqués de Argüelles, conocido indiano particularmente en el oriente de Asturias. 
Según el estudio de Bahamonde Magro, fue Argüelles, junto a Juan de Zulueta, la principal fortuna cubana del siglo XIX.  

## Biografía
Nació el 24 de septiembre de 1832 en Garaña (Llanes, Asturias)  y falleció el 22 de mayo de 1900 en Guane. Adquirió su fortuna, que Bahamonde Magro estima en más de 190 millones de reales, en Cuba, si bien con importantes intereses en Barcelona y Londres.  
Dirigió como presidente el ferrocarril de La Habana que fusionaría con el de Bahía. En 1893, tras esta operación, fue elegido por unanimidad, presidente del Banco de Comercio, Ferrocarriles Unidos y Almacenes de Regla. 
Su carrera en lo relativo a los caminos de hierro en Cuba se extendió con la Presidencia del ferrocarril de Cienfuegos. El Oriente de Asturias, a este respecto, subrayaría el apodo con el que era conocido en Cuba "Rey de los ferrocarriles cubanos". Además de estas empresas ferroviarias y bancarias, Argüelles contaba con una poderosa fortuna procedente del tabaco a través del Banco Argüelles & Hnos fundado en 1849 gracias al cual pudo hacerse con la propiedad de vastas fincas de cultivo de tabaco en Vuelta Abajo, Pinar del Río. A través de la banca, Argüelles pudo iniciarse en el negocio del tabaco torcido ampliando posteriormente su negocio bancario y comercial, siendo su cartera de negocio muy superior a la del Banco Español de la Isla de Cuba.  Fue, además, miembro del consejo de administración del Diario de la Marina, "El Decano de la Prensa Cubana" y consejero del Banco Español y presidente del Centro Asturiano de La Habana entre 1896 y 1899. 
Su actividad mercantil y su fama en Cuba le valió el título honorífico de Jefe Superior de Administración de Primera Clase. Unido a estas distinciones, presidió la Unión Constitucional en Cuba y si bien no ostentaría cargos políticos en la isla, apoyó la candidatura de su yerno, Federico Bernaldo de Quirós y Mier, conde de San Antolín de Sotillo, siendo su apoderado una vez éste fue elegido senador por la provincia de Pinar del Río. 
Desarrolló una importante carrera militar, colaborando en la formación del Séptimo Batallón de Voluntarios de La Habana, pasando posteriormente al 4º de Ligeros siendo nombrando en 1874 teniente de guías del capitán general. 
Su mayor logro en este sentido, fue la fundación del Batallón Urbano, aunando voluntades y bajo cuya bandera defendió los intereses españoles en la isla, contando nuestro país con las vidas y riquezas de las principales fortunas de Cuba. Mantuvo este Batallón de forma periódica contribuyendo con cuantiosas sumas que le merecieron el reconocimiento de buena parte de la prensa de la época quejosa de la falta de reconocimiento de las autoridades por sus esfuerzos. 
En este sentido, el Oriente de Asturias, el 10 de mayo de 1896 se expresaba en estos términos: “Allí, en el Paseo del Prado, en correcta y brillante formación estaban unos 20.000 hombres, entre los cuales figuraban los más opulentos capitalistas de La Habana, junto a los jóvenes dependientes de las tiendas de tejidos, que, a su vez, alineaban con braceros modestísimos: que el patriotismo y la lealtad no son patrimonio exclusivo de los ricos. Jóvenes robustos, de espaldas atléticas, junto a hombres de edad madura, pero vigorosos, duros, con la agilidad de los niños y el aliento de los héroes”.
El 26 de octubre de 1896 recibió el título de marqués de Argüelles, como reconocimiento a su apoyo a la corona. Le dieron por armas, como subraya Alonso-Cardenas: "en campo de gules, cinco lises, de oro, puestas en aspa. Bordura de oro con siete cuadros de ceros de azur y plata". Su hija, María Josefa, recibiría la Grandeza de España.  
La contribución de Argüelles a la causa española en Cuba continúo una vez otorgado el marquesado pues ya en mayo de 1898, El Liberal recogía las donaciones de la aristocracia de la época a la guerra cubana. El marqués de Argüelles donó 10 millones de pesetas para la guerra siendo el principal donante muy por encima del resto de personas que contribuyeron a la defensa de la isla. En este sentido, destacar los principales donantes: 
| Donante                                               | Cuantía                 |
| ----------------------------------------------------- | ----------------------- |
| Marqués de Argüelles                                  | 10 millones de pesetas  |
| Reina Regente y Real Familia                          | 1,5 millones de pesetas |
| Marqués de Cayo del Rey                               | 1 millón de pesetas     |
| Duquesa de Castro Enríquez                            | 500,000 pesetas         |
| Marqués de Villamejor                                 | 250,000 pesetas         |
| Marqueses de Urquijo, Marqueses de Casa Riera y otros | 750,000 pesetas         |

Ese mismo año de 1898 entregaría al general Blanco 2 millones de pesos que se unirían a la previa donación. No abandonó Cuba tras la derrota española en 1898 y tras la marcha del General Castellanos sería el representante de España. 
Contrajo matrimonio el 27 de diciembre de 1868 con María del Rosario Díaz y Díaz Pimienta, que descendía por padre y madre de los Díaz Pimienta, linaje de la nobleza cubana que había sido agraciado con el marquesado de Villarreal de Burriel. De este matrimonio nació su única hija, María Josefa de Argüelles y Díaz, segunda marquesa de Argüelles, dama de la Reina Victoria Eugenia de Battenberg, y concesionaria de la grandeza de España agregada a su título por el rey Alfonso XIII en el año 1921. Casó con Federico Bernaldo de Quirós y Mier, primogénito de todo el linaje de Quirós, nacido en 1858 en el Palacio de la Espriella en Villahormes (Llanes, Asturias), descendiente de los señores de Olloniego y de Carrandi y de numerosos mayorazgos en Asturias y el Bierzo. Fue diputado provincial por Llanes en la de Oviedo, vicepresidente de la Comisión Provincial de Socorros, diputado a Cortes por la misma provincia, senador del Reino por la de Pinar del Río (Cuba), miembro del primer consejo del Banco Hispano Americano, gentilhombre de cámara del citado rey con ejercicio y servidumbre, caballero de la Orden de Calatrava y cruz de la de Beneficencia. Con descendencia en que sigue el marquesado de Argüelles. 
- Datos: Q17477915
- Multimedia: Ramón Argüelles Alonso / Q17477915